# Flenucleta
Flenucleta – stolica historycznej diecezji w starożytnej prowincji rzymskiej Mauretania Caesariensis, znajdującej się w północno-zachodniej Afryce, jedno z katolickich biskupstw tytularnych, ustanowione w 1933.

## Biskupi tytularni
| Lp. | Biskup                     | Funkcja                                            | Od                | Do                |
| --- | -------------------------- | -------------------------------------------------- | ----------------- | ----------------- |
| 1   | Julien François Le Couëdic | biskup senior Troyes (Francja)                     | 21 lutego 1967    | 10 grudnia 1970   |
| 2   | Antoine Mayala ma Mpangu   | biskup koadjutor Kisantu (Kongo)                   | 30 sierpnia 1971  | 27 kwietnia 1973  |
| 3   | Nicholas Mang Thang        | biskup pomocniczy Mandalaj (Birma)                 | 21 stycznia 1988  | 21 listopada 1992 |
| 4   | João Bráz de Aviz          | biskup pomocniczy Vitória (Brazylia)               | 6 kwietnia 1994   | 12 sierpnia 1998  |
| 5   | Hélio Adelar Rubert        | biskup pomocniczy Vitória (Brazylia)               | 4 sierpnia 1999   | 24 marca 2004     |
| 6   | Joseph Estabrook           | biskup pomocniczy ordynariatu polowego USA         | 7 maja 2004       | 4 lutego 2012     |
| 7   | Nił Łuszczak OFM           | biskup pomocniczy eparchii mukaczewskiej (Ukraina) | 19 listopada 2012 |                   |